# Unlimited Sky
「Unlimited Sky」（アンリミテッド スカイ）は2008年11月15日に配信開始されたTommy heavenly6の配信限定シングルである。

## 概要
- MBS・TBS系アニメ『機動戦士ガンダム00 -2nd Season-』の挿入歌（第7話、第18話、第22話と第25話のみ）として配信開始。
- 2008年11月30日より『Unlimited Sky』（「機動戦士ガンダム00 -2nd Season-」挿入歌 64秒）が配信開始。アニメ映像のビデオクリップとなっている。
- 2009年2月18日より『Unlimited Sky（Acoustic ver.）』が配信開始。
- シングルCDとしては発売されていないが、2009年2月25日発売のベストアルバム『Gothic Melting Ice Cream's Darkness “Nightmare”』および、7月8日発売の『機動戦士ガンダム00 COMPLETE BEST』に収録された。

## 収録曲
1. Unlimited Sky
  - 作詞：Tommy heavenly6、作曲・編曲：Chiffon Brownie